# Antonie av Monaco
Antonie av Monaco, död 1427, var en monark (herre) av Monaco från 1419 till 1427.